# Gabriel Falkenberg af Sandemar
Gabriel Falkenberg (af Sandemar), född 5 juni 1646, död 30 maj 1714 i Stockholm, var en svensk greve och ämbetsman.

## Biografi
Gabriel Falkenberg af Trystorp föddes 1646. Han var son till Conrad Falkenberg af Trystorp och Catharina Bonde. Falkenberg blev i juni 1655 student vid Uppsala universitet och blev i mars 1667 kammarherre vid hovet. Han utnämndes 28 augusti 1678 till landshövding i Södermanlands län och upphöjdes 24 december 1687 till friherre. Falkenberg blev 10 mars 1689 landshövding över Södertörn och 4 juni 1693 kungligt råd. Han blev 7 juni 1693 president vid Åbo hovrätt och upphöjdes 7 juni 1693 till greve Falkenberg af Sandemar, samt introducerades i Sveriges Riddarhus samma år som nummer 38.
Han tjänstgjorde från 21 augusti 1697 till 17 december samma år som rikskammarråd vid Kommersärendenas handläggning. Falkenberg blev 5 december 1703 president i Svea hovrätt och 12 april 1704 universitetskansler vid Åbo akademi. Han avled 1714 i Stockholm och begravdes 30 juni samma år i Riddarholmskyrkan. Han slött själv sin grevliga ätt.

1687 upphöjdes han i friherrligt och 1693 i grevligt stånd och skrev sig då som greve till Sandemar (vars byggherre han var) och friherre till Odensviholm. 

### Egendom
Falkenberg var greve till Sandemar slott i Österhaninge socken, friherre till Odensviholm i Odensvi socken, samt herre till Ogestad i Odensvi socken och Söderby i Österhaninge socken.